# Union des forces de changement
Die Union des forces de changement ist die größte Oppositionspartei des westafrikanischen Staates Togo. Präsident der UFC ist Gilchrist Olympio, ihr Generalsekretär ist Jean-Pierre Fabré. Olympio ist der Sohn von Sylvanus Olympio, des ersten Präsidenten Togos, der 1963 bei einem Putsch getötet wurde.
Die UFC wurde von Olympio am 1. Februar 1992 als Föderation von Parteien gegründet. Olympio wurde aus technischen Gründen von der togoischen Parlamentswahl 1994 ausgeschlossen. Die UFC boykottierte daraufhin die Wahlen. Olympio nahm dann an den Präsidentschaftswahlen 1998 teil und wurde laut offiziellen Angaben mit 34 % der Stimmen der Zweitplatzierte nach dem Langzeitpräsidenten Gnassingbé Eyadéma, die UFC vermutete allerdings Wahlbetrug und boykottierte die Parlamentswahlen vom März 1999, Auch während der nächsten Parlamentswahlen 2002 nahm die UFC an einem Boykott der Opposition teil.
Emmanuel Bob-Akitani, der erste Vizepräsident der UFC war der Hauptkandidat der Opposition bei den Präsidentschaftswahlen von 2003 und 2005. Er wurde als Ersatz für Olympio aufgestellt, der von den Wahlen ausgeschlossen war, da er zwischenzeitlich einige Jahre im Ausland gelebt hatte. Offiziell erhielt Bob-Akitani 38,1 % der Stimmen im Jahr 2005 und verlor so gegen Faure Gnassingbé, den Sohn des verstorbenen Eyadéma. Die Opposition sprach von Wahlfälschung.
Die UFC entschied, sich nicht an der Regierung der Nationalen Einheit unter Premierminister Yawovi Agboyibo im September 2006 zu beteiligen, obwohl viele in der Partei mit dieser Entscheidung Olympios unzufrieden waren. Amah Gnassingbé etwa, der zweite Vizepräsident der UFC, akzeptierte einen Posten als Staatsminister in der Regierung und wurde deshalb aus der Partei ausgeschlossen.
Als erstmals seit Anfang der 1990er Jahre Mehr-Parteien-Wahlen abgehalten wurden, nahm die UFC im Oktober 2007 an den togoischen Parlamentswahlen teil. Die Partei gewann 27 von 81 Sitzen und lag damit hinter der Rassemblement du peuple togolais, die die Mehrheit gewann. Die UFC beanstandete Unregelmäßigkeiten bei der Wahl. Nachdem das Verfassungsgericht das Ergebnis bestätigt hatte, beschrieb UFC-Generalsekretär Jean-Pierre Fabré, das Ergebnis als „weder glaubwürdig noch akzeptabel“ und sagte, dass das Ergebnis nicht den Willen des togoischen Volkes repräsentiere.